# Stelzmücken
Die Stelzmücken (Limoniidae), auch bekannt als Sumpfmücken, sind eine Familie der Zweiflügler (Diptera) und werden dort den Mücken (Nematocera) zugeordnet. Weltweit sind etwa 10 000 Arten bekannt, in Deutschland etwa 290. Die Körpergröße ist wie bei den nahe verwandten Schnaken  (Tipulidae) im Vergleich zu anderen Mückengruppen recht groß.

## Merkmale der Stelzmücken
Der Körperbau entspricht dem der Schnaken, die großen Flügel liegen in Ruhe übereinander gelegt auf dem Rücken. Bei einigen Arten, besonders bei Vertretern der Gattung Dicranomyia, kann ein ständiges Flügelzittern beobachtet werden. Bis auf die Vertreter der Schneemücken (auch Schneefliegen oder Schneeschnaken genannt, Gattung Chionea) sind alle Arten beflügelt. Bei der genannten Gruppe sind sowohl die Männchen als auch die Weibchen flügellos und die Flugmuskeln sind zurückgebildet. Die wie bei allen Zweiflüglern zu Schwingkölbchen (Halteren) umgebildeten Hinterflügel sind jedoch auch bei ihnen vorhanden.

## Verhalten der Stelzmücken
Die Flugzeit vieler heimischer Stelzmückenarten liegt in den Wintermonaten vom September bis in den April. Aus dem Grunde sind sie recht häufig auch auf Schnee anzutreffen, einige Arten haben sich auch auf die Lebensweise dort spezialisiert. Die Tiere sind niemals blutsaugend, man nimmt an, dass sie Pflanzensäfte aufsaugen (Beobachtungen und Untersuchungen fehlen). Stelzmücken bilden manchmal Schwärme, besonders an warmen Wintertagen, wobei sie dann häufig mit den Wintermücken (Trichoceridae) verwechselt werden. Die Paarung vieler Stelzmückenarten ist unbekannt, die Eier werden wahrscheinlich wie bei den Schnaken in Wasser und in den Boden gelegt.

## Larvalentwicklung
Das Spektrum der Larvenformen und der Lebensweise ist bei den Stelzmücken relativ groß. Sie besitzen behaarte Kriechwülste und können zusätzlich mit Haken bewehrte Füße ausgebildet haben. Die Atmung erfolgt meist über ein Paar Tracheenöffnungen (Stigmen) am Hinterende, welches von Analpapillen zur Osmoregulation und vier bis fünf weiteren Fortsätzen wie bei den Schnaken umstellt ist. Sehr häufig tritt auch Hautatmung auf. Die Larven ernähren sich von zersetzenden Pflanzenstoffen unter der Laubstreu oder der Rinde toter Bäume, Limonia quadrimaculata lebt in Baumpilzen, viele weitere Arten leben im Schlamm auf dem Grund von Gewässern und fressen den Detritus. Die Larven der Art Thaumastoptera calceata leben in Rieselquellen und bilden einen zweiklappigen Köcher. Sie weiden Algenbeläge von Steinen ab und verpuppen sich im Köcher.
Die Atmung der Puppe erfolgt durch Lamellenstrukturen (Spirakulumkiemen), auf denen sich Luftblasen halten und so ein Plastron bilden. Diese Strukturen ermöglichen es auch, atmosphärischen Sauerstoff zu atmen, und wirken entsprechend auch, wenn der Stein trockenfällt. Die Puppen sind häufig beweglich.

## Fossile Belege
Die ältesten bekannten fossilen Vertreter dieser Familie stammen aus der Obertrias (ca. 220 Mio. Jahre), weitere frühe Fossilnachweise stammen aus den oberjurassischen Solnhofener Plattenkalken (Tipunia intermedia) (150 Mio. Jahre) und oberkreidezeitlichem Sibirischem Bernstein (80 bis 100 Mio. Jahre). Verschiedene Gattungen der Stelzmücken sind im eozänen Baltischen Bernstein identifiziert worden. Vereinzelte Funde sind darüber hinaus aus anderen tertiären Bernsteinlagerstätten bekannt.

## Gattungen und Arten (Auswahl)
- Dicranoptycha
  - Dicranoptycha livescens

- Eloeophila
  - Eloeophila maculata

- Epiphragma
  - Epiphragma ocellare

- Hexatoma
  - Hexatoma nigra

- Limnophila
  - Limnophila schranki

- Limonia
  - Gemeine Höhlenstelzmücke (Limonia nubeculosa)
  - Limonia phragmitidis

- Phylidorea
  - Phylidorea ferruginea

- Scleroprocta
  - Scleroprocta sororcula